# Olo Brown
Olo Max Brown (Apia, 24 de octubre de 1967) es un abogado y exrugbista neozelandés, nacido en Samoa, que se desempeñaba como pilar. Fue internacional con los All Blacks en los años 1990.

## Biografía
Se graduó de Mount Albert Grammar School en Auckland, donde mostró un buen rendimiento académico; Es un experto contador de profesión. A pesar de sus excelentes cualidades de juego, Brown apenas apareció en público y se negó a dar entrevistas; Todas sus apariciones públicas tuvieron lugar solo bajo la presión del cuerpo técnico y los gerentes de la All Blacks. Después del final forzado de su carrera, Brown se dedicó a actividades legales profesionales.

## Carrera
A lo largo de su carrera en la era amateur del rugby, Brown, que llegó al juego de pelota ovalada desde el equipo de Ponsonby, compitió en el campeonato provincial y representó al equipo de Auckland. A pesar del hecho de que los cazatalentos del club lo calificaron como un talento.

### Súper Rugby
En 1995, con el advenimiento del profesionalismo, se unió a la franquicia de los Blues, con quienes ganó los dos primeros títulos de Súper Rugby, en 1996 y 1997.

## Selección nacional
En junio de 1992 Laurie Mains lo convocó a los All Blacks y debutó contra el Trébol.
Formó parte del equipo que logró por vez primera vencer a los Springboks en Sudáfrica y en total jugó 56 pruebas y anotó cuatro tries (20 puntos).
El 15 de agosto de 1998, en Durban, en un partido contra Sudáfrica en la Copa de las Tres Naciones, Brown sufrió una grave lesión en el cuello y la espalda y se perdió el partido decisivo contra Australia, en el que iba a ser reemplazado por Kes Mewes. Irónicamente, se suponía que Brown asistiría a una conferencia de prensa, y en el estadio de la Universidad de Auckland, los periodistas se agolparon, tratando de preguntarle qué le había sucedido. Sin anunciar formalmente su retiro, Brown nunca continuó actuando en ningún nivel.

### Participaciones en Copas del Mundo
Mains lo llevó a Sudáfrica 1995 como titular indiscutido, formando la primera línea junto a Craig Dowd y el capitán Sean Fitzpatrick. La poderosa selección cayó en la final, ante su clásico rival: los Springboks.
| Mundial                       | Sede      | Resultado  | PJ | Tries |
| ----------------------------- | --------- | ---------- | -- | ----- |
| Copa Mundial de Rugby de 1995 | Sudáfrica | Subcampeón | 5  | 0     |

## Palmarés
- Campeón de The Rugby Championship de 1996 y 1997.
- Campeón del Súper Rugby de 1996 y 1997.
- Campeón del South Pacific Championship de 1988, 1989 y 1990.
- Campeón del National Provincial Championship de 1988, 1989, 1990, 1993, 1994, 1995 y 1996.

### Estilo de juego
Para los destacados pilares, el inglés Jason Leonard y el sudafricano Os du Randt: «Fue increíblemente fuerte. Todo lo que quería era empujar su cabeza por tu columna vertebral».